# La misura del tempo
La misura del tempo è un romanzo giallo dell'autore pugliese Gianrico Carofiglio pubblicato da Einaudi nel 2019. Fa parte della serie I casi dell'avvocato Guerrieri, che conta altri quattro romanzi pubblicati da Sellerio e due dallo stesso editore, tra cui il seguito L'orizzonte della notte, uscito nel 2024. 

## Trama
Presso lo studio di Guido Guerrieri si presenta Lorenza, con cui l'avvocato aveva avuto un'avventura circa trent'anni prima: un tempo spregiudicata e disinibita, la donna è ora scialba e triste; Guido non ha mai dimenticato la loro storia (narrata in un lungo flashback) poiché, dopo averlo introdotto nella sua vita bohémienne, lei lo aveva lasciato senza alcun preavviso, ed era stata la sua prima grande delusione d'amore. Lorenza è oggi una madre single e in difficoltà: suo figlio Iacopo, di venticinque anni, è detenuto nel carcere di Bari con l'accusa di omicidio. L'avvocato Costamagna, che lo aveva difeso nel processo di primo grado, è deceduto a causa di un tumore fulminante, pertanto Lorenza chiede a Guido di difendere suo figlio in appello.
Guido accetta di difendere Iacopo per una sorta di "debito morale" nei confronti di Lorenza, ma il caso è particolarmente spinoso: al termine di un processo fortemente indiziario, Iacopo è stato ritenuto colpevole dell'omicidio di Cosimo Gaglione, suo amico e noto spacciatore, per questioni di droga; a suo carico ci sono delle intercettazioni telefoniche in cui è registrato un litigio tra i due poco prima del misfatto e la prova del guanto di paraffina, che sancisce che Iacopo abbia effettivamente sparato; il ragazzo però si dichiara innocente: il litigio si era risolto pacificamente e la polvere da sparo era dovuta a un'esercitazione illegale di tiro avvenuta giorni prima dell'omicidio; Iacopo pensa che la morte di Gaglione sia dovuta a un regolamento di conti tra la vittima e un membro della famiglia Amendolagine, clan mafioso di Bari, col quale il ragazzo era entrato in conflitto. Lorenza si dice inoltre sicura dell'innocenza di Iacopo, poiché all'ora dell'omicidio il ragazzo era in casa con lei; al processo, tuttavia, la sua testimonianza era stata ritenuta inattendibile a causa del grado di parentela con l'imputato, e anche perché su Lorenza pende un'accusa di favoreggiamento contratta ai tempi in cui frequentava Guido, dalla quale è stata assolta solo grazie a un'amnistia nel 1990. A peggiorare la situazione c'è il fatto che l'avvocato Costamagna, ritenendo Iacopo colpevole, aveva tentato di limitare la condanna più che di farlo assolvere, creando un pregiudizio nei suoi confronti: lo stesso Guido non sarà mai del tutto convinto della sua innocenza.
Assieme al suo team, composto dalla collega Consuelo Favia, dall'investigatore Carmelo Tancredi e dalla ex-giornalista Annapaola (compagna di vita di Guido), Guerrieri conduce un'indagine sui punti deboli dell'accusa, ma questo crea soltanto maggiori ambiguità; nel frattempo la presenza di Lorenza e di ciò che ella rappresenta per lui lo costringe a fare i conti con il proprio passato. Arrivato il giorno dell'udienza, Guido lancia un'accorata arringa in difesa di Iacopo, tentando di dare maggior credito alla testimonianza di Lorenza e insinuando nella corte il dubbio che le indagini siano state condotte col solo scopo di accusare l'imputato, senza prendere in considerazione altre piste, massimamente quella riguardante gli Amendolagine. Nonostante l'efficacia della sua linea difensiva, Iacopo viene nuovamente riconosciuto colpevole e la sua condanna viene confermata: Guido sa fin dall'inizio che il ricorso in cassazione sarebbe del tutto inutile, e rifiuta il pagamento offertogli da Lorenza.
Due anni dopo la polizia conduce un'operazione ai danni del clan Amendolagine a partire dalle dichiarazioni di alcuni pentiti, uno dei quali rivela di essere l'esecutore materiale dell'omicidio Gaglione: la versione di Iacopo era dunque vera, il ragazzo è innocente e dopo sei anni di carcere dovuti all'errore giudiziario sarà liberato. Guido si reca personalmente a dare la notizia a Lorenza, la quale gli confessa di non aver mai creduto davvero all'innocenza di suo figlio: la dichiarazione secondo la quale il ragazzo era con lei all'ora dell'omicidio, che Guido aveva difeso strenuamente, era falsa, studiata a tavolino con l'avvocato Costamagna come estremo tentativo di salvare un processo perso in partenza. La donna aveva mentito a Guido temendo che egli avrebbe rifiutato di difendere Iacopo. Pur indispettito dall'ennesimo inganno di Lorenza, Guido ha finalmente l'occasione di chiudere i conti col suo passato, e di salutare con serenità il suo antico amore una volta per tutte.

## Edizioni
- Gianrico Carofiglio, La misura del tempo, Stile libero Big, Einaudi, 2019,  p. 281, ISBN 978880621814-0.